# Serixia maxima
Serixia maxima là một loài bọ cánh cứng trong họ Cerambycidae.